# Dogadda
Dogadda là một thành phố và là nơi đặt ban đô thị (municipal board) của quận Garhwal thuộc bang Uttaranchal, Ấn Độ.

## Nhân khẩu
Theo điều tra dân số năm 2001 của Ấn Độ, Dogadda có dân số 2690 người. Phái nam chiếm 54% tổng số dân và phái nữ chiếm 46%. Dogadda có tỷ lệ 78% biết đọc biết viết, cao hơn tỷ lệ trung bình toàn quốc là 59,5%: tỷ lệ cho phái nam là 82%, và tỷ lệ cho phái nữ là 74%. Tại Dogadda, 13% dân số nhỏ hơn 6 tuổi.